# 滝ノ間駅
滝ノ間駅（たきのまえき）は、秋田県山本郡八峰町八森滝の間家向にある、東日本旅客鉄道（JR東日本）五能線の駅である。

## 歴史
- 1962年（昭和37年）
  - 日付不明：1959年（昭和34年）4月から五能線にディーゼル車が運行するのに伴い、滝の間地区に簡易停車場の設置を望む声が高まり、「滝の間新駅新設期成同盟会（会長:日沼八森町長）」を結成[3]。
  - 10月27日：国鉄秋田鉄道管理局は、「東能代駅を起点に24.540キロメートル付近に旅客駅（気動車駅）を新設する」との回答を出す[3]。
- 1963年（昭和38年）4月20日：国鉄の駅として山本郡八森町に開業[2][4]。開業当初から無人駅で[5]、地元の負担で建設された請願駅である[6]。なお、建設費用は、八森町が95万円、関係部落と八森漁協が合わせて60万円を負担し、道路と停車場敷地は、滝の間部落が寄付した[3]。
- 1987年（昭和62年）4月1日：国鉄分割民営化により、東日本旅客鉄道の駅となる[7]。
- 2020年（令和2年）4月1日：能代駅の業務委託化に伴い、東能代駅管理となる。
- 2024年（令和6年）10月1日：えきねっとQチケのサービスを開始[1][8]。

## 駅構造
単式ホーム1面1線を有する地上駅である。駅舎はなく、ホーム上に待合室が置かれるのみとなっている。トイレが待合室下方にある。
東能代統括センター（東能代駅）管理の無人駅である。

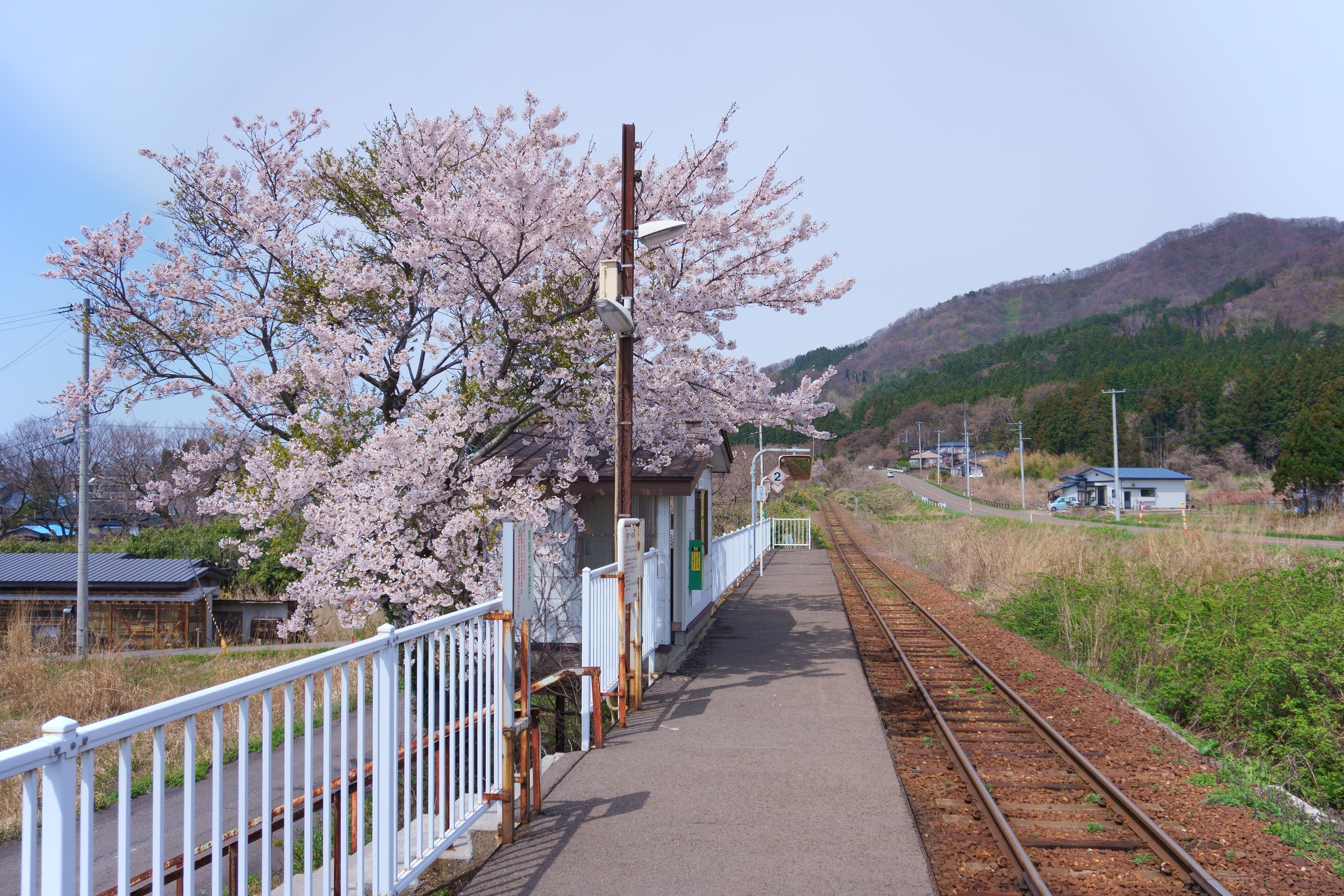
ホーム

## 駅周辺
- 滝ノ間海水浴場[2] - キャンプ施設あり。
- 下山内沢
- 国道101号
- 八峰町巡回バス「滝の間駅入口」停留所

## 隣の駅
東日本旅客鉄道（JR東日本）
■五能線
□快速
通過
■普通
八森駅 - 滝ノ間駅 - あきた白神駅